# Mygona thammi
Mygona thammi är en fjärilsart som beskrevs av Otto Staudinger 1875. Mygona thammi ingår i släktet Mygona och familjen praktfjärilar. Inga underarter finns listade i Catalogue of Life.